# ヴァイオリンソナタの一覧
ヴァイオリンソナタの一覧。
ヴァイオリンソナタを作曲家別に五十音順に並べた一覧。ここで言うヴァイオリンソナタは、ピアノ（チェンバロ）とヴァイオリンのための二重奏ソナタのことであり、無伴奏や違う編成のものなどは含まれない。
現時点では、記事になっている曲、他言語版や知名度からして将来的に記事化される可能性が高い曲などをリストにしている。
| あ | い | う | え | お |
| か | き | く | け | こ |
| さ | し | す | せ | そ |
| た | ち | つ | て | と |
| な | に | ぬ | ね | の |

| は | ひ | ふ | へ   | ほ   |
| ま | み | む | め   | も   |
| や |    | ゆ |      | よ   |
| ら | り | る | れ   | ろ   |
| わ | を | ん | 関連 | 関連 |

## 曖昧さ回避
- ヴァイオリンソナタ第1番
- ヴァイオリンソナタ第2番
- ヴァイオリンソナタ第3番

## あ行

### あ
- ソナタ (アッテルベリ) (チェロソナタ、ヴィオラソナタ、ホルンソナタとしても演奏可能)

### い
- ヴァイオリンソナタ第2番 (イザイ)

### う
- 12のヴァイオリンソナタ 作品2 (ヴィヴァルディ)
- マンチェスター・ソナタ (ヴィヴァルディ)

### え
- ヴァイオリンソナタ第3番 (エネスク)
- ヴァイオリンソナタ (エルガー)

### お
- ヴァイオリンソナタ第0番 (オネゲル)
- ヴァイオリンソナタ第1番 (オネゲル)
- ヴァイオリンソナタ第2番 (オネゲル)

## か行

### く
- ヴァイオリンソナタ第1番 (グリーグ)
- ヴァイオリンソナタ第2番 (グリーグ)
- ヴァイオリンソナタ第3番 (グリーグ)

## さ行

### さ
- ヴァイオリンソナタ第1番 (サン＝サーンス)
- ヴァイオリンソナタ第2番 (サン＝サーンス)

### し
- ヴァイオリンソナタ第2番 (シマノフスキ)
- ヴァイオリンソナタ (シューベルト)
- ヴァイオリンソナタ第1番 (シューマン)
- ヴァイオリンソナタ第2番 (シューマン)
- ヴァイオリンソナタ第3番 (シューマン) → F.A.E.ソナタ#シューマンのヴァイオリンソナタ第3番
- ヴァイオリンソナタ (リヒャルト・シュトラウス)
- ヴァイオリンソナタ (ショスタコーヴィチ)

### す
- ヴァイオリンソナタ第1番 (スタンフォード)
- ヴァイオリンソナタ第2番 (スタンフォード)

## た行

### た
- 悪魔のトリル (タルティーニ)
- 捨てられたディド (タルティーニ)

### て
- ヴァイオリンソナタ第1番 (ディーリアス)
- ヴァイオリンソナタ第2番 (ディーリアス)
- ヴァイオリンソナタ第3番 (ディーリアス)

### と
- ヴァイオリンソナタ (ドヴォルザーク)
- ヴァイオリンソナタ (ドビュッシー)

## な行

### に
- ヴァイオリンソナタ第1番 (ニールセン)
- ヴァイオリンソナタ第2番 (ニールセン)

## は行

### は
- ヴァイオリンとチェンバロのための6つのソナタ (バッハ)
- ヴァイオリンソナタ第1番 (バルトーク)
- ヴァイオリンソナタ第2番 (バルトーク)

### ふ
- ヴァイオリンソナタ第1番 (フォーレ)
- ヴァイオリンソナタ第2番 (フォーレ)
- ヴァイオリンソナタ (プーランク)
- ヴァイオリンソナタ第1番 (ブラームス) 「雨の歌」
- ヴァイオリンソナタ第2番 (ブラームス)
- ヴァイオリンソナタ第3番 (ブラームス)
- ヴァイオリンソナタ第1番 (フルトヴェングラー)
- ヴァイオリンソナタ第2番 (フルトヴェングラー)
- ヴァイオリンソナタ (フランク)
- ヴァイオリンソナタ第1番 (プロコフィエフ)
- ヴァイオリンソナタ第2番 (プロコフィエフ)
- ヴァイオリンソナタ第2番 (ブロッホ) 「神秘の詩」

### へ
- ヴァイオリンソナタ第1番 (ベートーヴェン)
- ヴァイオリンソナタ第2番 (ベートーヴェン)
- ヴァイオリンソナタ第3番 (ベートーヴェン)
- ヴァイオリンソナタ第4番 (ベートーヴェン)
- ヴァイオリンソナタ第5番 (ベートーヴェン) 「春」
- ヴァイオリンソナタ第6番 (ベートーヴェン)
- ヴァイオリンソナタ第7番 (ベートーヴェン)
- ヴァイオリンソナタ第8番 (ベートーヴェン)
- ヴァイオリンソナタ第9番 (ベートーヴェン) 「クロイツェル」
- ヴァイオリンソナタ第10番 (ベートーヴェン)

## ま行

### ま
- ヴァイオリンソナタ (マニャール)

### め
- ヴァイオリンソナタ第1番 (メトネル)
- ヴァイオリンソナタ第2番 (メトネル)
- ヴァイオリンソナタ第3番 (メトネル)
- ヴァイオリンソナタ第1番 (メンデルスゾーン)
- ヴァイオリンソナタ第2番 (メンデルスゾーン)
- ヴァイオリンソナタ第3番 (メンデルスゾーン)

### も
- ヴァイオリンソナタ第17番 (モーツァルト) 以下「Template:モーツァルトのヴァイオリンソナタ」の表記に従う。
- ヴァイオリンソナタ第18番 (モーツァルト)
- ヴァイオリンソナタ第19番 (モーツァルト)
- ヴァイオリンソナタ第20番 (モーツァルト)
- ヴァイオリンソナタ第21番 (モーツァルト)
- ヴァイオリンソナタ第22番 (モーツァルト)
- ヴァイオリンソナタ第23番 (モーツァルト)
- アレグロK.372 (モーツァルト)
- ヴァイオリンソナタ第24番 → ヴァイオリンソナタ第32番 (モーツァルト)
- ヴァイオリンソナタ第25番 → ヴァイオリンソナタ第33番 (モーツァルト)
- ヴァイオリンソナタ第26番 → ヴァイオリンソナタ第34番 (モーツァルト)
- ヴァイオリンソナタ第27番 → ヴァイオリンソナタ第35番 (モーツァルト)
- ヴァイオリンソナタ第28番 → ヴァイオリンソナタ第36番 (モーツァルト)
- ヴァイオリンソナタ第29番 → ヴァイオリンソナタ第37番 (モーツァルト)
- ヴァイオリンソナタ第30番 → ヴァイオリンソナタ第38番 (モーツァルト)
- ヴァイオリンソナタ第31番 → ヴァイオリンソナタ第39番 (モーツァルト)
- ヴァイオリンソナタ第32番 → ヴァイオリンソナタ第40番 (モーツァルト)
- ヴァイオリンソナタ第33番 → ヴァイオリンソナタ第41番 (モーツァルト)
- ヴァイオリンソナタ第35番 → ヴァイオリンソナタ第42番 (モーツァルト)
- ヴァイオリンソナタ第36番 → ヴァイオリンソナタ第43番 (モーツァルト)

## や行

### や
- ヴァイオリンソナタ (ヤナーチェク)

## ら行

### ら
- ヴァイオリンソナタ (ラヴェル)

### る
- ヴァイオリンソナタ (ルクー)

### れ
- ヴァイオリンソナタ ロ短調 (レスピーギ)